# Vinterhätta
Vinterhätta (Mycena tintinnabulum) är en svampart som först beskrevs av August Johann Georg Karl Batsch, och fick sitt nu gällande namn av Lucien Quélet 1872. Mycena tintinnabulum ingår i släktet Mycena och familjen Mycenaceae.   Inga underarter finns listade i Catalogue of Life.
I den svenska databasen Dyntaxa används istället namnet Mycena tintinabulum för samma taxon.  Arten är reproducerande i Sverige.